# Al-Asraf Túmán Báj egyiptomi szultán
Al-Asraf Túmán Báj, másképp Túmánbáj (1474/1475 k. – Egyiptom, Kairó, 1517. április 14.) az egyiptomi cserkesz (elterjedt, de pontatlan elnevezéssel burdzsi) mamlúkok huszonharmadik, egyben a Mamlúk Birodalom utolsó szultánja volt (uralkodott 1516. október 10-től 1517. január 22-ig). Teljes titulusa al-Malik al-Asraf, melynek jelentése „a legnemesebb király”. Uralkodása az Oszmán Birodalom Egyiptom elleni inváziójának idejére esett, amelynek nem tudott ellenállni.

## Útja a trónig
Apai nagybátyja, a szintén mamlúk sorból feltörő Kánszauh al-Gauri vásárolta meg még Al-Asraf Káitbej (1468–1496) uralkodása alatt. An-Nászir Muhammad (1496–1498) uralkodása alatt fejeződött be kiképzése és szabadult fel. Karrierje rövidesen felívelt, mivel nagybátyja szerezte meg a trónt 1501-ben: Kánszauh egyéb tisztségek és címek ráruházása mellett davádárrá, valamint főkamarássá, főfelügyelővé és vezírré nevezte ki 1507-ben, miáltal ő vált a korszak legfontosabb és legnagyobb hatalmú tisztviselőjévé. Davádári minőségben a felső-egyiptomi jövedelmek és gabona begyűjtéséért, illetve az ottani nomádok lázongásainak féken tartásáért felelt, aminek érdekében legalább öt, tartós eredményt nem hozó büntetőhadjáratot vezetett a térségbe. 1511-1512-ben ő vezette a mekkai zarándoklatot.
1514-ben, a szultán alexandriai látogatásakor helyetteseként ő maradt Kairóban. Amikor Kánszauh 1516-ban Aleppóba indult seregével, hogy nyomást gyakoroljon az Elbisztánt nemrég birodalmába olvasztó, és a szafavidák felett fényes győzelmet arató I. Szelim oszmán szultánra, újfent Túmán Bájt hagyta hátra helyettesül. Szelim az 1516. augusztus 24-i Mardzs Dábik-i csatában, az aleppói kormányzó és más mamlúk vezetők árulását kihasználva, szétverte az egyiptomi erőket, ezt látván pedig az agg Kánszauh szélütést kapott, és meghalt.

## Vészterhes szultánság
A vereség hírére a mamlúk előkelőségek Túmán Bájt kezdték győzködni, hogy fogadja el a szultáni címet, amire végül nagy nehezen sikerült rávenniük; hivatalos beiktatására október 10-én került sor – igaz, meglehetősen puritán módon, mivel a felségjelvények jó része oszmán kézbe került a csata után, ráadásul a szultánt elkísérő, a hivatalos szultáni megerősítést adó III. al-Mutavakkil kalifa is Szelim fogságába esett.
Szelim eredetileg nem szándékozott meghódítani a mamlúkok szultánságát, hanem eredeti célját követve az új, iráni síita nagyhatalom ellen akart támadni, esetleg hűbérbe kényszerítve Túmán Bájt; egyébként is, a hosszú szíriai menetelés és sivatagi átkelés a Sínai-félszigeten keresztül komoly megterheléssel járt volna, és az utánpótlási útvonalak is veszélyesen meghosszabbodtak volna. Végül azonban az átállt árulók győzködésére mégis a hadműveletek folytatása mellett döntött, megpecsételve a birodalom sorsát.

## A bukás
Az oszmán sereg 1517 januárjára érkezett Egyiptomba. Túmán Báj eredetileg ellentámadásra készült, de végül főemberei meggyőzték, hogy védekezésre rendezkedjen be a főváros mellett. Kánszauh ágyúit felhasználva Kairó északi szomszédságában létesített védvonalakat, azonban a 22-én bekövetkező rajdánijjai csatában katasztrofális vereséget szenvedett. Az elavult fegyverzetű és fegyelmezetlen mamlúksereg megfutamodott a tűzfegyverekkel kiválóan felszerelt oszmán hadak elől. A szentbeszédet (hutba) már másnap Szelim nevére mondták a mecsetekben. A Mamlúk Birodalom ezzel megszűnt létezni.
Túmán Bájnak azonban sikerült elmenekülnie. Egy ideig Kairó egy részét még vissza tudta szerezni, de rövidesen újra menekülnie kellett. Al-Bahnasza közelében mamlúkokból és helyi lakosokból sikerült sereget toboroznia, melynek birtokában tárgyalásokba bocsátkozott Szelimmel, aki felajánlotta, hogy Túmán Báj a hűbérese legyen. A széthúzó mamlúkok azonban erőszakkal véget vetettek az egyezkedésnek, így Gíza közelében ismét csatára került sor április 2-án. Túmán Báj szedett-vedett serege vereséget szenvedett. A volt szultán a buhajrai beduinoknál keresett menedéket, akik kiadták Szelimnek. A győztes nem volt könyörületes: hogy a nyilvánosság számára is bizonyítsa elfogatását és bukását, keresztülhordozták Kairón, majd felakasztották a Zuvajla-kapura. Holttestét később tiszteletadás mellett helyezték örök nyugalomra a Kánszauh alapította madraszában.